# Hein?
Hein? é o segundo álbum de estúdio lançado pela cantora e compositora Ana Cañas. Foi lançado em 20 de julho de 2009 pela Sony Music e inclui a música "Esconderijo", uma das canções de maior sucesso da cantora e responsável destacar a cantora no cenário musical.

## Recepção

### Crítica
| Críticas profissionais | Críticas profissionais |
| Avaliações da crítica  | Avaliações da crítica  |
| Fonte                  | Avaliação              |
| ---------------------- | ---------------------- |
| Território da Música   | [ 3 ]                  |
| Rolling Stone          | [ 4 ]                  |

Lizandra Pronin do Território da Música classificou o álbum com 4 de cinco estrelas, deu destaque a produção de Liminha que deu às canções a cara pop e radiofônica, diferente do álbum de estreia Amor e Caos (2007) onde Ana estava muito comportada neste a cantora está numa veia roqueira bem mais à vontade, despojada, solta e confiante.
Na avaliação da Rolling Stone Brasil o álbum recebeu 3 estrelas, José citou que Hein? é relaxadamente mais barulhento e despreocupadamente mais provocador do que o álbum de estreia de Ana. Finalizando citou que Ana conseguiu filtrar e novamente fundir gêneros distintos a seu bel prazer, se jogando no rock em canções como "Na Multidão" e "Gira", e em canções como "Esconderijo" e "A Menina e o Cachorro" que se enquadram na antiga e tradicional MPB.

## Divulgação
Turnê

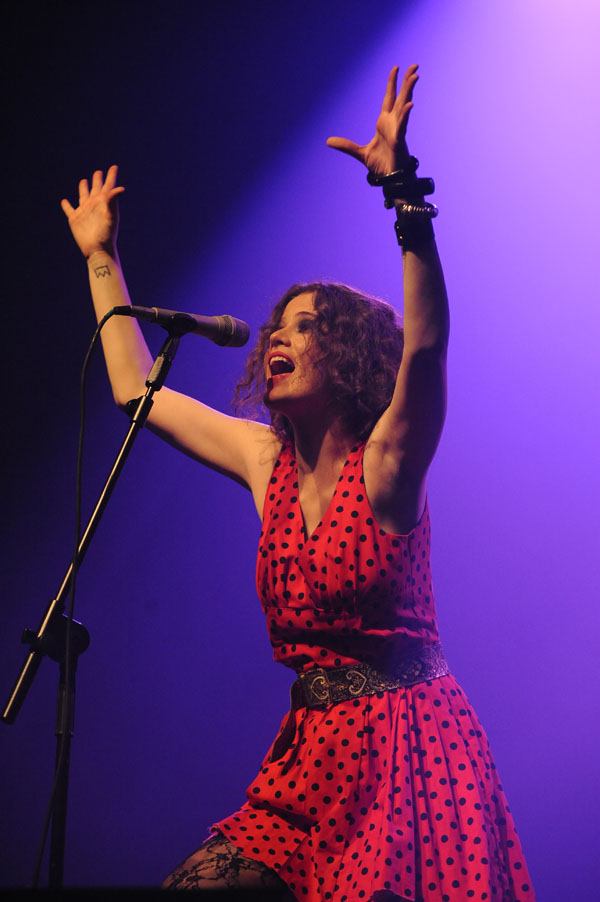
Ana Cañas no Auditório Ibirapuera em 2010

Ana Cañas apresentou a "Turnê Hein?" em diversas cidades do país. Estreou no Rio de Janeiro no Canecão no dia 27 de agosto de 2009.
No show Ana é acompanhada pelos músicos Fába Jimenez (guitarra e violão), Thiago Rabello (bateria), Fábio Sá (baixo) e Adriano Grineberg (teclado), e apresenta canções do disco como "Chuck Berry Fields Forever", no qual ela já incluía na setlist do show "Amor e Caos". Ana estreou no Auditório Ibirapuera em São Paulo em 2 de maio de 2010 com participação do pianista Mário Edson.
A artista também se aprestou no sul com a turnê, se apresentando em Porto Alegre no dia 4 de julho de 2009 no Teatro do Bourbon Country.
No dia 5 de maio de 2010, a cantora se apresentou em Brasília com a turnê. Na Praça Central do Pátio Brasil, e ainda contou a com a participação especial da cantora Mariana Aydar, no qual elas cantaram juntas "Peixes" e "Esconderijo".

## Lista de Faixas
| N.º | Título                                                                | Compositor(es)                    | Duração |  |
| 1.  | "Na Multidão" (Part. Arnaldo Antunes)                                 | Ana Cañas Arnaldo Antunes Liminha | 4:17    |  |
| 2.  | "Coçando"                                                             | Cañas Dadi Antunes Liminha        | 3:38    |  |
| 3.  | "Na Medida do Impossível"                                             | Cañas                             | 4:10    |  |
| 4.  | "Esconderijo"                                                         | Cañas                             | 4:44    |  |
| 5.  | "Sempre Com Você"                                                     | Cañas                             | 3:34    |  |
| 6.  | "Chuck Berry Fields Forever" (Part. Gilberto Gil)                     | Gilberto Gil                      | 3:40    |  |
| 7.  | "Gira"                                                                | Cañas Liminha Flávio Rossi        | 4:00    |  |
| 8.  | "Problema Tudo Bem"                                                   | Cañas Liminha                     | 2:53    |  |
| 9.  | "Aquário"                                                             | Cañas Antunes Liminha             | 4:46    |  |
| 10. | "A Menina e o Cachorro"                                               | Cañas Antunes Liminha             | 4:30    |  |
| 11. | "Não Quero Mais"                                                      | Cañas Antunes Liminha             | 4:34    |  |
| 12. | "O Amor é Mesmo Estranho / Na Medida do Impossível (faixa escondida)" | Cañas Fabá Jimenez / Cañas        | 11:08   |  |

| Edição com faixa bônus |              |                |         |  |
| N.º                    | Título       | Compositor(es) | Duração |  |
| 13.                    | "Luz Antiga" | Nando Reis     | 05:11   |  |